# Daniel Fridman
Daniel Fridman (Riga, 15 de febrero de 1976) es un jugador de ajedrez alemán de origen letón, que tiene el título de Gran Maestro desde 2001. Representó internacionalmente a Letonia hasta 2007, y a Alemania a partir de entonces. Ha sido Campeón de Letonia en 1996, y Campeón de Alemania en 2008, 2012 y 2014.
En la lista Elo de la FIDE de diciembre de 2015, tenía un Elo de 2619 puntos, lo que le convertía en el jugador número 5 (en activo) de Alemania. Su máximo Elo fue de 2665 puntos en la lista de julio de 2009 (posición 67 en el ranking mundial).

## Primeros años
Fridman aprendió a jugar al ajedrez de bien joven, cuando apenas era un niño de cuatro años. Consiguió éxitos a nivel local y en torneos por edades a nivel nacional e internacional. Su mejor resultado en la etapa juvenil fue la medalla de bronce que ganó en 1992 en Duisburgo, en la categoría Sub-16 del Campeonato del mundo de la juventud.
A mediados de los años 1990, Fridman ya era un reputado jugador en Letonia, donde ganó el campeonato nacional en 1996, después de haber obtenido dos años antes el título de Maestro Internacional. Una vez ya en la categoría senior, triunfó en diversos torneos, como el 'Wichern Open' de Hamburgo en 1997 (segunda plaza ex aequo, detrás de Serguei Movsessian) y el abierto de Senden en 1998 (ganador ex aequo con Frank Holzke). En 1999 se marchó a vivir a Alemania y allí obtuvo el título de Gran Maestro Internacional en 2001.

## Éxitos posteriores
La mayoría de las victorias de Fridman en torneos importantes han tenido lugar después del año 2000. Ha sido primero, empatando o en solitario, en Essen (grupo 'B') 2001, 'Recklinghausen Summer Open' 2002, 'Zúrich Christmas Open' 2002, 'Southampton 2003' (grupo 'B'), 'Stratton Mountain 2004', abierto de Marsella 2006, Núremberg 2006, Lausana 2006, Venaco 2006 y el abierto internacional de Liverpool de 2007. En 2005 empató en el segundo puesto en el abierto internacional Bajada de la Virgen de Santa Cruz de La Palma (el campeón fue Kamil Mitoń). En abril de 2007 empató en los puestos 2.º-4.º con Borís Gélfand e Ivan Sokolov en el torneo del Festival de ajedrez de Cañada de Calatrava (el campeón fue Alexéi Shírov),
Ha ganado también el Campeonato de Alemania en Bad Wörishofen en 2008, por delante de Klaus Bischoff. Ganó el 19.º Memorial Andersen en Breslavia (Polonia), disputado entre finales de junio y principios de julio de 2010.
Fridman es un reconocido maestro de partidas rápidas y, entre otras victorias, ha obtenido las de los concursos de Essen de 2000 y el abierto de los Países Bajos de ajedrez rápido de 2008. En torneos por internet, ha tenido éxito en el que se celebra en  España, en Dos Hermanas, en 2004 y 2005.
Entre agosto y septiembre de 2011 participó en la Copa del mundo en Khanti-Mansisk, un torneo del ciclo clasificatorio para el Campeonato del mundo de 2013, donde obtuvo una buena clasificación. Fue eliminado en segunda ronda por Shakhtar Mamedyarov (1½-2½).
En septiembre de 2014 empató en el segundo puesto con David Baramidze en el Grenke Chess Classic, con 4 puntos de 7, un punto menos que el campeón, Arkadij Naiditsch.

### Participación en competiciones por equipos
Fridman represnetó al equipo letón en el cuarto tablero en la Olimpíada de ajedrez de 1996, y también en el Campeonato de Europa por equipos de Pula, en 1997. Volvió al equipo letón como primer tablero en la Olimpíada de ajedrez de 2004 y 2006. Una vez que obtuvo la nacionalidad alemana, cambió también de federación de ajedrez, y como campeón nacional alemán en 2008, fue incluido en el equipo de este país que participó en la Olimpíada de 2008 en Dresde.
Fridman está casado con la Gran Maestro Femenino y Maestro Internacional estadounidense,  Anna Zatonskih, con la que tiene una hija. El hermano pequeño de Daniel Fridman, Rafael, (nacido en 1979) es también ajedrecista y tiene el título de Maestro Internacional.